# Җ
Җ, җ は、キリル文字のひとつ。トルクメン語始め、タタール語、オイラト語、ドンガン語などで使われる。

## 呼称
- トルクメン語：
- タタール語：җе[1]
- オイラト語：
- ドンガン語：
- ロシア語: Дже

## 音素
タタール語では/ʑ/、それ以外の言語に於いては/ʤ/と発音される。

## アルファベット上の位置
全て「Ж」の次に置かれる。

## Җに関する諸事項

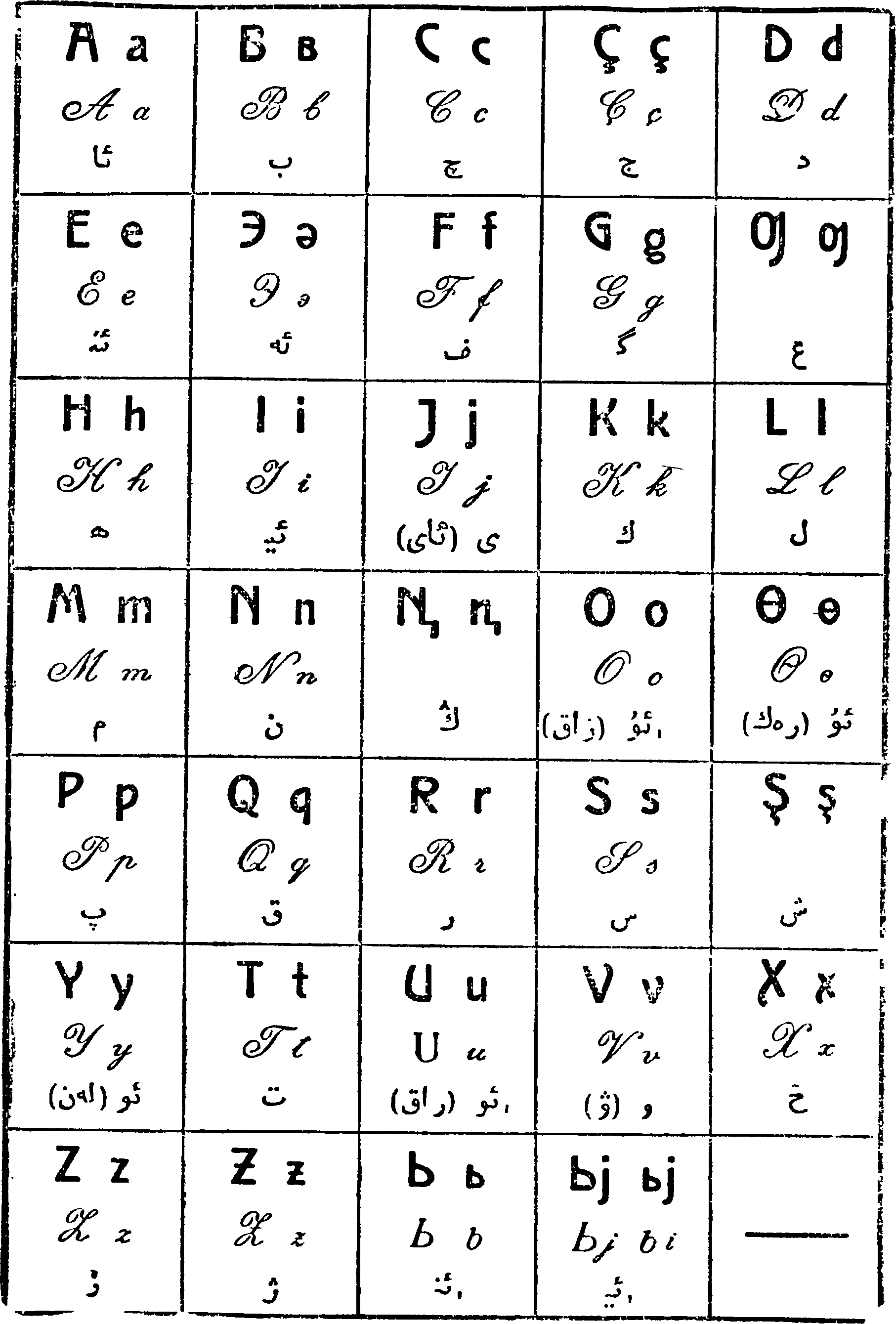
タタール語の1920年代式ラテン文字「Jañalif」の表。同音のアラビア文字であるجと併記されている。

- タタール語で1920年代に用いられていたラテン文字である、「Jañalif(新字母という意味)」での表記は「Ç」である。

- トルクメン語のソ連崩壊後のラテン文字表記は「J」である。またキリル文字化以前のラテン文字表記はタタール語同様に「Ç」である[3]。

## 参考資料
1. ↑  櫻間瑞希、菱山湧人『ニューエクスプレスプラス　タタール語（CD付）』白水社、2023年1月5日。ISBN 978-4-560-08956-9。
2. ↑  櫻間&菱山 2023, p. 18
3. ↑  地球ことば村